# Hit (Irak)
Hit (en árabe: هيت) es una ciudad iraquí en la Provincia de Al-Anbar. Situada a orillas del río Éufrates, se asienta donde se encontraba la antigua ciudad de Is, siendo uno de los principales puertos para la navegación del río. La ciudad dispone de una muralla de la que se mantienen dos puertas, pero ya no se conserva ningún edificio destacado. La economía de la ciudad se basa en el comercio agrícola, además de disponer de un oleoducto.
La ciudad se encuentra a unos 185 kilómetros de Bagdad y al noroeste de Ramadi. En el año 2003 contaba con unos 100.000 habitantes aproximadamente.

## Historia
Heródoto la mencionó como Is, mientras que el vocablo Hit es la forma siria adoptada por los árabes. El nombre deriva del asirio que antaño abundó por la región junto al nafta. Perteneció a los medas, macedonios, seléucidas, partos y sasánidas. Pasó a los árabes el año 637. El 927 se libró una batalla contra los carmatos de Baréin. Durante la segunda mitad del siglo X quedó bajo control del los hamdaminas de Mosul.
En 1534 pasó a formar parte del Imperio Otomano. Fue ocupada por los británicos en 1918 e incluida en el Mandato británico de Mesopotamia.
- Datos: Q2422345
- Multimedia: Hīt / Q2422345